# 第67回全日本バレーボール高等学校選手権大会
第67回全日本バレーボール高等学校選手権大会（だい67かい ぜんにほん バレーボールこうとうがっこうせんしゅけんたいかい）は、2015年1月5日から1月11日まで東京体育館で開催された大会である。

## 概要

### 日程
- 2014年11月30日、組み合わせ抽選会
- 2015年1月5日、開会式、男女1回戦
- 1月6日、男女2回戦
- 1月7日、男女3回戦、準々決勝
- 1月10日、準決勝
- 1月11日、決勝、閉会式

出典：公益財団法人日本バレーボール協会|JVAJVA

## 出場校

### 男子
北海道・東北
- 北海道代表I 東海大四（5年連続42回目）
- 北海道代表II 尚志学園（初出場）
- 青森県代表 弘前工（3年ぶり37回目）
- 岩手県代表 一関修紅（3年連続9回目）
- 秋田県代表 雄物川（20年連続20回目）
- 山形県代表 山形城北（2年連続2回目）
- 宮城県代表 仙台商（2年連続3回目）
- 福島県代表 相馬（2年ぶり19回目）

関東
- 茨城県代表 霞ヶ浦（2年ぶり10回目）
- 栃木県代表 作新学院（4年ぶり5回目）
- 群馬県代表 県伊勢崎（2年ぶり10回目）
- 埼玉県代表 伊奈学園総合（4年ぶり8回目）
- 千葉県代表 習志野（8年連続31回目）
- 東京都代表I 駿台学園（5年連続7回目）
- 東京都代表II 早稲田実（10年ぶり6回目）
- 東京都代表（開催地）III 東亜学園（10年連続31回目）
- 神奈川県代表I 川崎橘（9年連続15回目）
- 神奈川県代表II 荏田（2年連続2回目）
- 山梨県代表 日本航空（13年連続13回目）

東海・北信越
- 長野県代表 創造学園（2年連続4回目）
- 新潟県代表 東京学館新潟（3年ぶり11回目）
- 富山県代表 高岡第一（2年ぶり16回目）
- 石川県代表 石川県工（10年連続24回目）
- 福井県代表 福井工大福井（7年連続39回目）
- 静岡県代表 聖隷クリストファー（2年ぶり11回目）
- 愛知県代表 愛工大名電（9年ぶり14回目）
- 岐阜県代表 県岐阜商（4年連続11回目）
- 三重県代表 三重（48年ぶり3回目）

近畿
- 滋賀県代表 近江（12年連続30回目）
- 奈良県代表 添上（4年連続32回目）
- 和歌山県代表 開智（20年連続20回目）
- 京都府代表 洛南（6年ぶり19回目）
- 大阪府代表I 大塚（7年連続10回目）
- 大阪府代表II 桃山学院（46年ぶり2回目）
- 兵庫県代表 市立尼崎（16年連続27回目）

中国
- 鳥取県代表 米子工（2年連続4回目）
- 島根県代表 松江工（19年ぶり19回目）
- 岡山県代表 玉野光南（2年連続12回目）
- 広島県代表 崇徳（2年ぶり41回目）
- 山口県代表 宇部商（3年ぶり43回目）

四国
- 香川県代表 高松工芸（11年連続18回目）
- 徳島県代表 阿南工（11年連続11回目）
- 愛媛県代表 松山工（3年ぶり23回目）
- 高知県代表 高知商（2年連続33回目）

九州
- 福岡県代表 東福岡（4年連続6回目）
- 佐賀県代表 佐賀学園（3年ぶり3回目）
- 長崎県代表 大村工（5年連続12回目）
- 熊本県代表 鎮西（6年連続27回目）
- 大分県代表 別府鶴見丘（3年ぶり6回目）
- 宮崎県代表 日向学院（6年ぶり4回目）
- 鹿児島県代表 鹿児島商（8年連続27回目）
- 沖縄県代表 西原（5年連続20回目）

### 女子
北海道・東北
- 北海道代表I 札幌山の手（3年ぶり9回目）
- 北海道代表II 旭川実（3年連続26回目）
- 青森県代表 弘前学院聖愛（10年連続12回目）
- 岩手県代表 盛岡誠桜（2年ぶり20回目）
- 秋田県代表 秋田北（5年ぶり2回目）
- 山形県代表 米沢中央（2年ぶり6回目）
- 宮城県代表 古川学園（10年連続35回目）
- 福島県代表 磐城第一（初出場）

関東
- 茨城県代表 土浦日大（7年連続14回目）
- 栃木県代表 国学院栃木（28年連続29回目）
- 群馬県代表 西邑楽（3年ぶり4回目）
- 埼玉県代表 春日部共栄（2年連続14回目）
- 千葉県代表 柏井（3年連続14回目）
- 東京都代表I 共栄学園（3年連続14回目）
- 東京都代表II 下北沢成徳（7年連続15回目）
- 東京都代表（開催地）III 文京学院大女子（2年ぶり7回目）
- 神奈川県代表I 大和南（10年連続11回目）
- 神奈川県代表II 伊勢原（18年ぶり16回目）
- 山梨県代表 日本航空（5年ぶり5回目）

東海・北信越
- 長野県代表 東京都市大塩尻（4年連続4回目）
- 新潟県代表 長岡商（3年連続5回目）
- 富山県代表 富山第一（2年連続7回目）
- 石川県代表 金沢商（13年連続40回目）
- 福井県代表 福井工大福井（初出場）
- 静岡県代表 富士見（2年連続7回目）
- 愛知県代表 人間環境大岡崎学園（3年連続41回目）
- 岐阜県代表 益田清風（9年ぶり2回目）
- 三重県代表 津商（15年連続15回目）

近畿
- 滋賀県代表 八幡商（12年ぶり13回目）
- 奈良県代表 奈良女子（2年連続26回目）
- 和歌山県代表 和歌山信愛（3年ぶり30回目）
- 京都府代表 京都橘（16年連続18回目）
- 大阪府代表I 金蘭会（4年連続4回目）
- 大阪府代表II 大阪国際滝井（2年連続19回目）
- 兵庫県代表 兵庫大須磨ノ浦（4年ぶり13回目）

中国
- 鳥取県代表 米子北斗（2年連続2回目）
- 島根県代表 安来（6年連続33回目）
- 岡山県代表 就実（2年ぶり38回目）
- 広島県代表 進徳女子（2年連続6回目）
- 山口県代表 誠英（25年連続35回目）

四国
- 香川県代表 高松商（6年連続8回目）
- 徳島県代表 城南（3年連続7回目）
- 愛媛県代表 松山東雲（2年連続2回目）
- 高知県代表 高知中央（2年連続6回目）

九州
- 福岡県代表 北九州（4年連続9回目）
- 佐賀県代表 佐賀北（2年ぶり15回目）
- 長崎県代表 九州文化学園（17年連続28回目）
- 熊本県代表 熊本信愛女学院（29年連続30回目）
- 大分県代表 東九州龍谷（15年連続30回目）
- 宮崎県代表 都城商（3年ぶり6回目）
- 鹿児島県代表 鹿児島女子（7年連続33回目）
- 沖縄県代表 那覇（48年ぶり2回目）